# Pohang Steelers
FC Pohang Steelers (FC 포항 스틸러스) je jihokorejský fotbalový klub z města Pchohang (anglický přepis Pohang). Je účastníkem nejvyšší soutěže K League Classic, stál u jejího zrodu v roce 1983 a nikdy z ní nesestoupil.
Klub byl založen v roce 1973 jako reprezentace továrny POSCO (Pohang Iron and Steel Company), v roce 1984 se stal plně profesionálním týmem. Je pětinásobným jihokorejským mistrem. Jako jediný klub v historii Ligy mistrů AFC ji dokázal vyhrát třikrát: v letech 1997, 1998 a 2009. Zúčastnil se mistrovství světa ve fotbale klubů 2009, kde obsadil třetí místo.

## Úspěchy
Vítěz K League Classic1986, 1988, 1992, 2007, 2013
Vítěz poháru1996, 2008, 2012, 2013, 2023, 2024
Vítěz Ligy mistrů AFC1997, 1998, 2009

## Ligová umístění
- 1983 4. místo
- 1984 5. místo
- 1985 2. místo
- 1986 1. místo
- 1987 2. místo
- 1988 1. místo
- 1989 4. místo
- 1990 3. místo
- 1991 3. místo
- 1992 1. místo
- 1993 4. místo
- 1994 3. místo
- 1995 2. místo
- 1996 3. místo
- 1997 4. místo
- 1998 3. místo
- 1999 5. místo
- 2000 9. místo
- 2001 5. místo
- 2002 6. místo
- 2003 7. místo
- 2004 2. místo
- 2005 5. místo
- 2006 3. místo
- 2007 1. místo
- 2008 5. místo
- 2009 3. místo
- 2010 9. místo
- 2011 3. místo
- 2012 3. místo
- 2013 1. místo
- 2014 4. místo
- 2015 3. místo
- 2016 9. místo
- 2017 7. místo
- 2018 4. místo

## Názvy
- 1973—1984 POSCO FC
- 1984—1986 POSCO Dolphins
- 1986—1995 POSCO Atoms
- 1995—1997 Pohang Atoms
- od 1997 Pohang Steelers